# Gamma-Wert einer Sonnenfinsternis

Gamma-Wert einer zentralen totalen Sonnenfinsternis

Der Gamma-Wert (Formelzeichen: γ) einer Sonnenfinsternis beschreibt, wie zentral der Schatten des Mondes die Erde trifft. Dabei wird die geringste Entfernung, in welcher die Achse des Schattenkegels am Erdmittelpunkt vorbeizieht, als Bruchteil des Äquatorradius der Erde angegeben. Das Vorzeichen des Gamma-Werts definiert, ob die Schattenachse nördlich oder südlich des Erdmittelpunkts vorbeizieht, ein positiver Wert bedeutet nördlich.
Nebenstehende Abbildung veranschaulicht den Gamma-Wert: Die rote Linie stellt den geringsten Abstand vom Erdmittelpunkt dar, der in dieser Abbildung 75 % des Erdradius beträgt. Da der Kernschatten nördlich liegt, beträgt der Gamma-Wert +0,75. Die Fundamentalebene, in der dieser Abstand gemessen wird, steht senkrecht auf der Schattenachse und enthält nicht nur den Mittelpunkt, sondern auch die Tag-Nacht-Grenze (Terminator) der Erde.
Der Betrag des Gamma-Werts erlaubt es, verschiedene Typen von Sonnenfinsternissen zu unterscheiden:
- Liegt der Betrag von Gamma unter 0,9972, so ist die Finsternis zentral. Die Schattenachse trifft die Erde und es gibt Orte auf der Erdoberfläche, auf der sogenannten Zentrallinie gelegen, von wo aus ein Beobachter den Mond zentral vor der Sonnenscheibe vorbeiziehen sieht. Die Ursache für 0,9972 statt 1 ist die Erdabplattung.[2]

- Liegt der Betrag von Gamma knapp über 0,9972, so verfehlt zwar die Achse des Schattens die Erde, aber in einer polaren Region kann unter Umständen eine nichtzentrale totale oder ringförmige Finsternis am Horizont beobachtet werden. Das kann, im Wesentlichen abhängig von der aktuellen Mondentfernung, bis |γ| = 1,0260 passieren. Günstig dafür ist ein großer Radius des Doppelkegels in der Fundamentalebene. Ein Beispiel für diesen seltenen Grenzfall stellt die Sonnenfinsternis vom 29. April 2014 mit γ =  −1,0001 dar.

- Ansonsten ist lediglich eine partielle oder gar keine Finsternis beobachtbar, mit einem Übergangsbereich |γ| = 1,53 bis 1,57.[3]